# Cimbicídeos

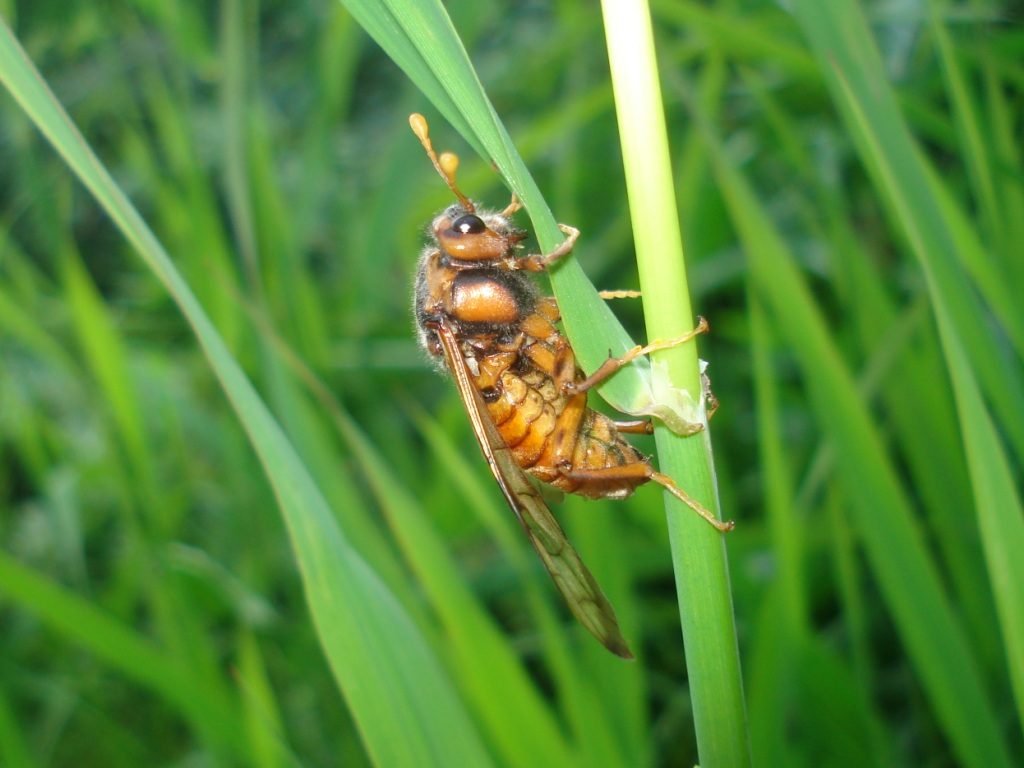
Cimbex connatus

Cimbicídeos (Cimbicidae) são vespas relativamente gordas e robustas, que costumam medir de 1,0 cm a 1,5 cm de comprimento, mas existem espécies maiores (e pesadas) que alcançam os 3 cm. Lembram vagamente as abelhas, grupo mais recente de insetos himenópteros, mas com antenas marcantemente bulbosas na ponta. Sua coloração varia, geralmente pretas ou mesmo com detalhes (como listras) vermelhos ou laranjas. São insetos bem pouco estudados, de forma que não se conhecem bem as plantas das quais alimentam-se na região neotropical. As espécies melhor estudadas do hemisfério norte atacam salgueiro, dentre outras. 
As antenas têm entre 5-6 segmentos e são bem aparentes por terem um bulbo apical; as asas apresentam grandes células por algumas fusões, e também apresentam a veia 2r. O segmento lateral meiano (mesopleura) fusionado com o primeiro segmento abdominal, dando o aspecto robusto. Tíbias sem os espinhos apicais típicos de outras famílias próximas.  
São conhecidas cerca de 200 espécies atualmente, distribuídas por quase 20 gêneros (a depender do autor considerado); possuem distribuição global. No hemisfério sul, localizam-se a maioria das espécies, representadas por 15 gêneros. No Brasil, são conhecidas cerca de 32 espécies, pertencentes a cinco gêneros (marcados com um asterisco abaixo).
1. ↑  Vilhelmsen, Lars; Smith, David R.; Malagòn-Aldana, Leonardo A. (6 de dezembro de 2018). «A review of the South American genera of Cimbicidae (Insecta, Hymenoptera)». European Journal of Taxonomy (em inglês) (482). ISSN 2118-9773. doi:10.5852/ejt.2018.482. Consultado em 7 de novembro de 2024